# Mušḫuššu

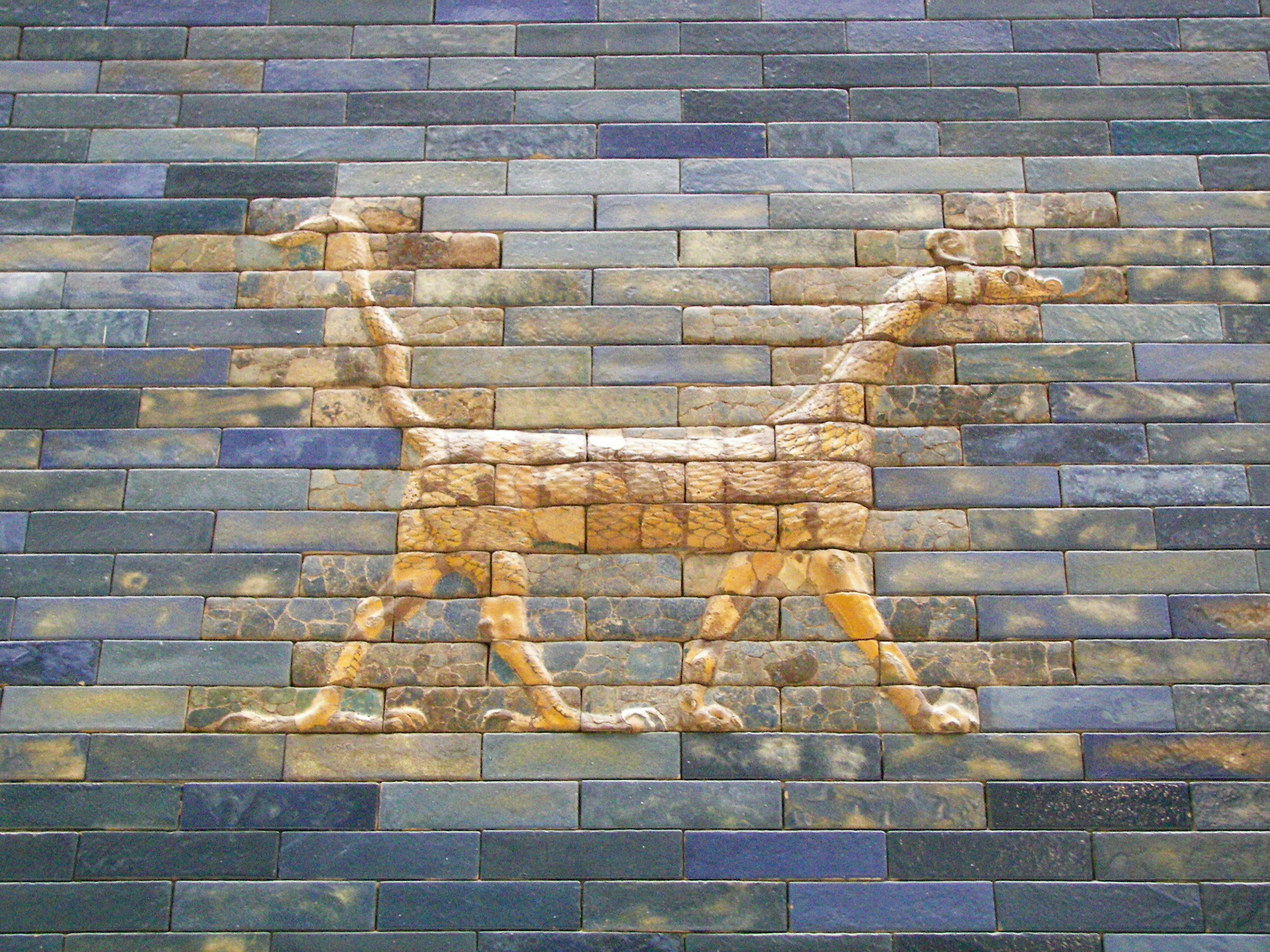
Mušḫoššo. Baix relleu al Museu de Pèrgam.

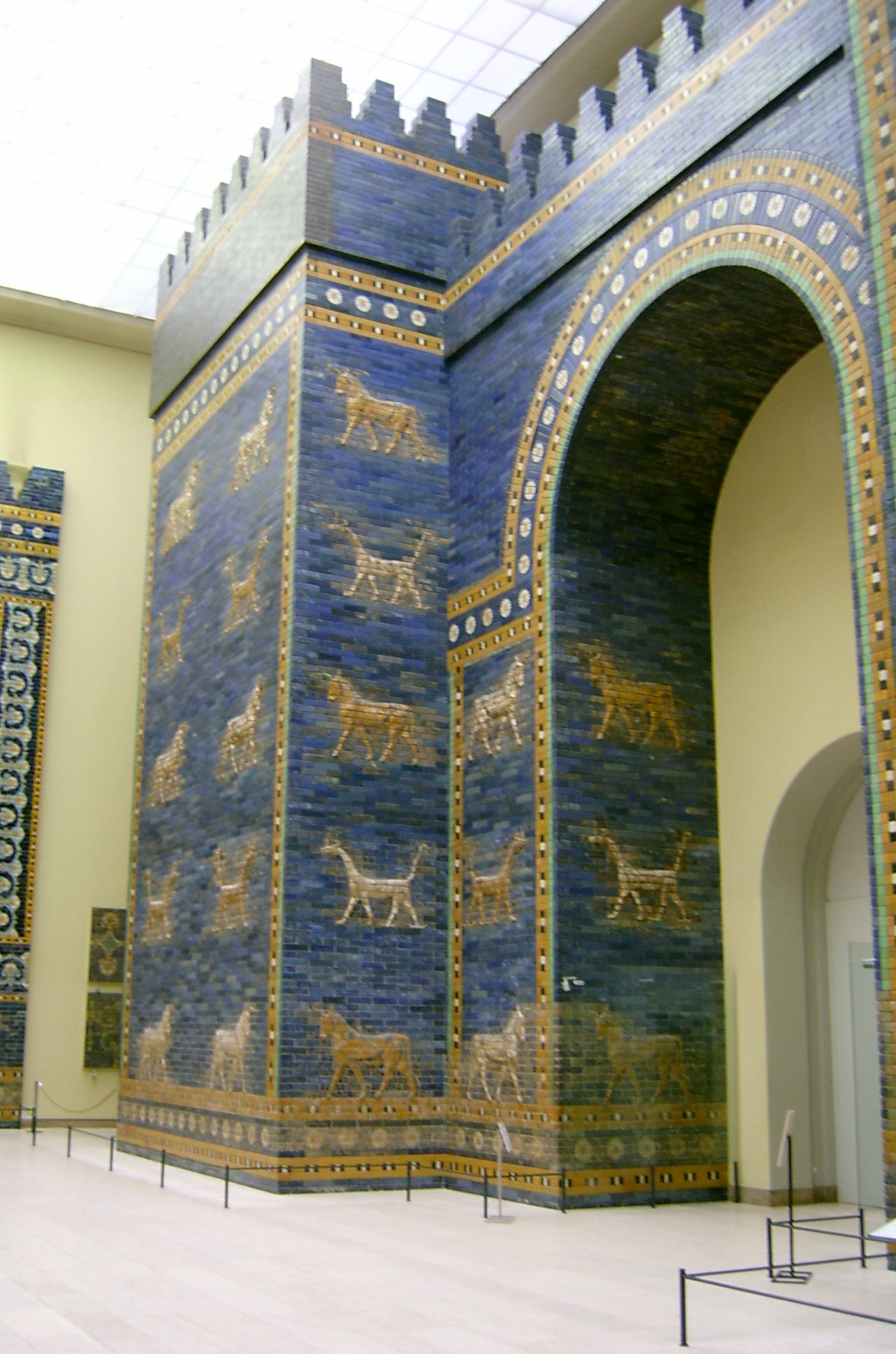
Detall de la Porta d'Ištar.

El mušḫuššu (𒈲𒄭𒄊, del sumeri MUŠ.HUŠ = Serp-drac vermell/furiós) és una criatura pròpia de la mitologia mesopotàmica. S'assembla a un drac amb el cos recobert d'escates, les potes davanteres de lleó i les posteriors amb urpes d'àguila. També té un coll llarg i una cua, cap amb banyes, una llengua com de serp i una cresta. Va ser símbol de diferents divinitats: al principi va ser associat al déu Ninazu, que era venerat a Išnunna (una ciutat sumèria i després acadia), després es va associar al déu Tishpak. Quan aquesta ciutat-Estat va ser vençuda pel regne babiloni, el drac/serp va ser reprès per Marduk.
Anteriorment "Mušḫuššu" havia estat traduït com a sîr-ruššû, tot i que de manera incorrecta. Apareix a la reconstruïda Porta d'Ištar de la ciutat de Babilònia, com a símbol del déu Marduk.

## La paraula mušḫuššu
La paraula sumèria muš-ḫuš apareix com a préstec lingüístic en l'idioma acadi des del període paleobabilònic i significa serp furiosa o serp horrible. Malgrat que la transliteració correcta és Mušḫuššu, els primers investigadors la van llegir incorrectament com a sîr-ruššû o sirrux, (lliurement traduïda com a "serp d'esplendor", que està molt estesa en l'actualitat.

## Accepcions del terme
En primer lloc Mušḫuššu significaria, de manera genèrica, serp o drac. Com a serp apareixeria als presagis. També apareix com el nom d'una constel·lació (que correspon vagament amb la constel·lació Hidra, segons el MUL.APIN, compendi astronòmic babiloni) i com a criatura monstruosa. No obstant això, la identificació entre tots dos éssers (hidra i Mušḫuššu) no és directa i a la mitologia mesopotàmica es troba la serp Mušmaḫḫu (una serp de set caps) que encaixaria molt millor amb la Hidra grega.

## Representacions
Està representat a la Porta d'Ištar, així com en nombrosos Kudurru (esteles de pedra amb funció de registre de la propietat d'un terreny), com la Pedra Michaux, on es poden observar diversos Mušḫuššu.
L'arqueòleg alemany Robert Koldewey, que va descobrir la porta d'Ištar el 1902, es va plantejar seriosament la hipòtesi que el Mušḫuššu fos real. Argumentava que la seva representació en l'art babilònic era consistent a través dels segles, mentre que les de les criatures mitològiques canviaven, de vegades dràsticament, amb el pas dels anys. També es va fixar que els Mušḫuššu estan representats a la Porta d'Ištar entre animals reals, com el lleó i el rimi (ur), cosa que el va fer especular que el Mušḫuššu era una criatura amb la qual els babilonis estaven familiaritzats.
Nogensmenys, la "representació fixa" que assenyala Koldewey no és tal. S'observa que des dels primers testimoniatges del Mušḫuššu com a tals (amb cap de lleó i sense urpes en el període Protodinàstic IIIb, fins i tot és possible que des del període Uruk) hi ha una progressiva substitució de les parts de lleó per parts de serp.
Bel i el Drac, un text deuterocanònic, narra una història que Koldewey pensava que involucrava un Mušḫuššu. En un temple dedicat a Bel (déu de Nabucodonosor), els sacerdots tenien un "gran drac o serp, adorat pels babilonis". Daniel, el profeta bíblic, es va enfrontar a aquesta criatura pels sacerdots, que el van desafiar a canviar al seu déu invisible pel seu déu vivent (el dels sacerdots). Finalment, Daniel va enverinar la criatura. Les potes davanteres de la criatura, clarament de felí, semblaven incongruents, i van fer dubtar Koldeway.
No obstant això, existeixen moltes altres criatures d'aspecte serpentiforme en la mitologia mesopotàmica com ara Mušgallu (lit. muššugallu, "gran serp"), Mušmaḫḫu (serp mítica de set caps) o Bašmu (en sumeri muš šà tùr o ušum), que també es correspon amb una constel·lació. Per això qualsevol apreciació o intent comparatiu d'una d'aquestes criatures amb dracs/serps que apareixen en altres mitologies és, com a mínim, altament especulativa basant-se simplement en les fonts literàries d'una de les dues mitologies, sense revisar exhaustivament la part corresponent a les fonts literàries mesopotàmiques.